# Lądowisko Watorowo
Lądowisko Watorowo (kod ICAO: EPWT) – lądowisko powstałe w 2006 roku w Watorowie, w województwie kujawsko-pomorskim, ok. 6 km na południe od Chełmna. Posiada ono trawiastą drogę startową o długości 804 m. Właścicielem lądowiska jest ADRIANA SA.